# فيتا (آبلة)
بلدية فيتا (بالإسبانية: Vita) هي بلدية تقع في مقاطعة آبلة التابعة لمنطقة قشتالة وليون وسط إسبانيا.

## الديموغرافيا
بلغ عدد سكان بلدية فيتا 95 نسمة عام 2011 (وفقاً للمعهد الوطني للإحصاء الإسباني).
| 122 | 123 | 113 | 105 | 94 | 99 | 95 |